# Comfortably Numb
«Comfortably Numb» és un tema de l'àlbum The Wall del grup britànic Pink Floyd, que va aparèixer el 1979. David Gilmour en va compondre la música, amb algun acord de Roger Waters, i la lletra és d'aquest últim.
En la pel·lícula Pink Floyd The Wall d'Alan Parker, aquesta peça il·lustra una escena on l'estrella del rock Pink (interpretada per Bob Geldof) s'està administrant una dosi de drogues i cau en un estat catatònic, després d'haver destrossat la seva habitació d'hotel. El títol de la peça, que podríem traduir per "adormit confortablement", indiquen aquest estat d'inèrcia de l'estrella: les cobles cantades per Waters exposen les paraules del metge que s'ocupa d'ell, mentre que les de la tornada, cantades per Gilmour, expliquen els pensaments i les visions confuses de Pink.

## Història
La major part de les peces de l'àlbum The Wall van ser escrites i compostes per Roger Waters, per contra, la música de «Comfortably Numb» va ser escrita per David Gilmour el 1978, quan enregistrava el seu primer àlbum en solitari al sud de França. Gilmour va pensar que seria millor fer-la servir per a l'àlbum The Wall de Pink Floyd, ho va proposar i es va acceptar.
Aquesta cançó constitueix al disc un dels dos títols autònoms, és a dir, que no estan juntes amb la peça que les precedeix i les segueix. L'altre tema és Matilda Mother.
En una entrevista a la ràdio KLOS de Los Angeles el 1980, Roger Waters va explicar que l'anècdota que el va portar a escriure la cançó fou un dolor intens, previ a l'hepatitis que va patir, abans de començar un concert a Philadelphia i com un metge li va injectar un sedant i com explicava Waters "vaig viure les dues hores més llargues de la meva existència per intentar fer un concert en el qual no podia pràcticament ni aixecar un braç".
Waters i Gilmour van tenir problemes per acordar la versió de «Comfortably Numb» que havia de contenir el disc i van decidir barrejar les dues propostes: el principi és la tria de Waters, mentre que el solo de guitarra final és de Gilmour, que tenia la voluntat d'incloure un fragment de sonoritats més grunges. Gilmour va dir més tard que "vam batallar com bojos per «Comfortably Numb», fou un problema intens, durant lustres".
Aquesta peça, que comporta dos solos de guitarra de David Gilmour, és una de les cançons més importants i aclamades de Pink Floyd. El solo de guitarra final, en particular, constitueix un dels solos de guitarra més aclamats de la història, i va ser escollit com el quart millor de la història per la revista Guitar World. El 1989 els lectors de The Amazing Pudding van escollir «Comfortably Numb» com la millor peça del grup.

## Versions
Potser una de les millors versions que s'ha fet d'aquest títol i amb un èxit recent ha estat la versió disco i en falset del grup estatunidenc Scissor Sisters. A alguns seguidors del grup, però, els ha irritat la versió, però David Gilmour i Nick Mason han estat satisfets amb el resultat i Roger Waters ha felicitat el grup per la versió.
La peça també ha estat feta servir per a diverses pel·lícules, de la qual cal destacar Infiltrats de Martin Scorsese del 2006.

## Crèdits
- David Gilmour: guitarra, baix, sintetitzador i cant.
- Nick Mason: bateria.
- Roger Waters: cant i baix.
- Richard Wright: orgue
- Lee Ritenour: guitarra acústica
- The New York Orchestra: fons musical